# Tico

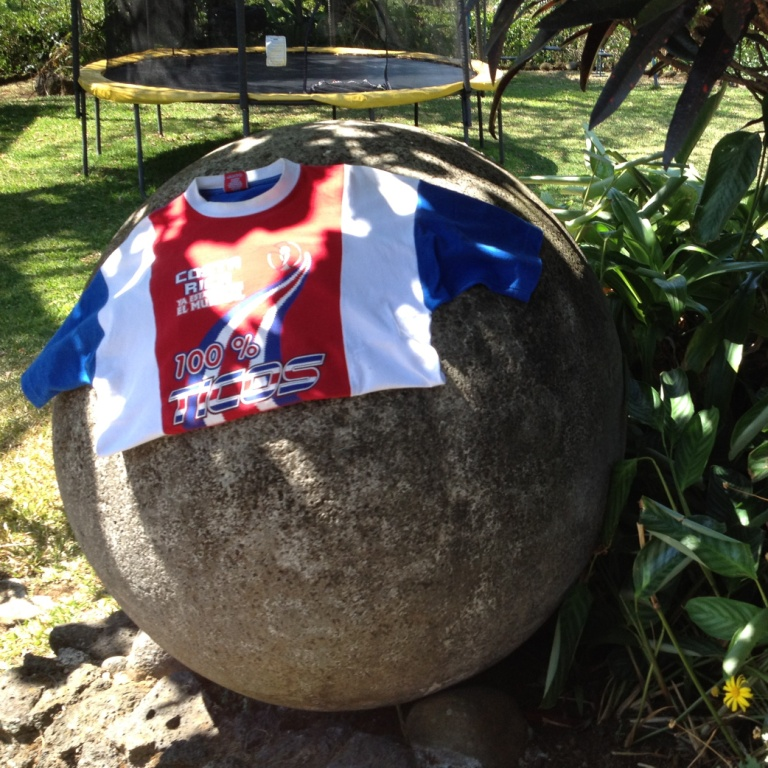
Camiseta con los colores de la bandera y la inscripción de "100% Ticos Pura Vida", secándose al sol sobre una esfera de piedra ancestral.

El término tico (tica, en femenino) es un gentilicio coloquial sinónimo de costarricense. 

## Historia
Durante la primera mitad del siglo XIX, la voz coloquial para designar a un costarricense era "costarrica" (en plural, "los costarricas"), adjetivación gentilicia del nombre del país, Costa Rica. Según la tradición, la voz tico nació durante la Guerra centroamericana contra los filibusteros de William Walker (1856-1857), cuando los combatientes de los países aliados de Costa Rica advirtieron que los soldados costarricenses tenían la particularidad de utilizar a menudo el morfema diminutivo reduplicado -ic-, para sustituir las terminaciones -ito o -ita, de manera que era más frecuente escuchar en boca de los costarricenses patico, chiquitico, gatico en vez de 'patito', 'chiquitito', 'gatito', etc. En particular, los costarricenses se referían a sus compatriotas hablando de los hermaniticos, que era una forma afectuosa de los hermanitos. Aunque en el español estándar existe, de manera facultativa, el sufijo -ic- para los diminutivos reduplicados o como sufijo diminutivo para las raíces terminadas en /-t/ (como pato), en el habla costarricense se utiliza también como cariñativo, es decir, como un morfema que denota valor afectivo. 
El apodo se generalizó e incluso dio origen al topónimo Tiquicia, con el que los costarricenses designan coloquialmente a su país. El uso del diminutivo -ic- no es exclusivo de Costa Rica: también es utilizado en regiones de República Dominicana, Colombia, El Salvador, Cuba, Venezuela y en la misma España, sobre todo en Aragón, donde es el diminutivo característico, y en Navarra, Murcia y Andalucía. Sin embargo, su distribución fonológica puede ser ligeramente distinta.